# Dienersdorf
Dienersdorf – dawna gmina położona w zachodniej Austrii, w Styrii, w powiecie Hartberg. 1 stycznia 2015 została rozwiązana a tereny jej połączono z gminami Hofkirchen bei Hartberg oraz Kaindorf tworząc gminę targową Kaindorf.